# NGC 233

NGC 233

إن جي سي 233 (بالإنجليزية: NGC 233)‏ التي يرمز لها بالرمز NGC 233، هي مجرة، في كوكبة المرأة المسلسلة.

## الاكتشاف
اكتشفت في 11 سبتمبر 1784، بواسطة ويليام هيرشل.